# UGT2B17
UDP-glukuronoziltransferaza 2B17 je enzim koji je kod ljudi kodiran genom UGT2B17.
UGT2B17 pripada porodici UDP-glukuronoziltransferaza (UGT; EC 2.4.1.17), enzima koji katalizuju prenos glukuronske kiseline iz uridin difosfoglukuronske kiseline na različite supstrate, uključujući steroidne hormone. Takođe metabolizuje 3-hidroksikotinin, koji je manje zastupljeni metabolit nikotina.

## Literatura
- Chung LW, Coffey DS (1978). „Androgen glucuronide. II. Differences in its formation by human normal and benign hyperplastic prostates.”. Investigative Urology. 15 (5): 385—8. PMID 76619.
- Moghissi E, Ablan F, Horton R (1984). „Origin of plasma androstanediol glucuronide in men.”. Journal of Clinical Endocrinology & Metabolism. 59 (3): 417—21. PMID 6746859. doi:10.1210/jcem-59-3-417.
- Beaulieu M, Lévesque E, Tchernof A (1997). „Chromosomal localization, structure, and regulation of the UGT2B17 gene, encoding a C19 steroid metabolizing enzyme.”. DNA Cell Biol. 16 (10): 1143—54. PMID 9364925. doi:10.1089/dna.1997.16.1143. Непознати параметар |display-author= игнорисан (помоћ)
- Collier AC, Ganley NA, Tingle MD (2002). „UDP-glucuronosyltransferase activity, expression and cellular localization in human placenta at term.”. Biochem. Pharmacol. 63 (3): 409—19. PMID 11853692. doi:10.1016/S0006-2952(01)00890-5. Непознати параметар |display-author= игнорисан (помоћ)
- Chouinard S, Pelletier G, Bélanger A, Barbier O (2005). „Cellular specific expression of the androgen-conjugating enzymes UGT2B15 and UGT2B17 in the human prostate epithelium.”. Endocr. Res. 30 (4): 717—25. PMID 15666817. S2CID 10971899. doi:10.1081/ERC-200044014.
- Lazarus P, Zheng Y, Aaron Runkle E (2006). „Genotype-phenotype correlation between the polymorphic UGT2B17 gene deletion and NNAL glucuronidation activities in human liver microsomes.”. Pharmacogenet. Genomics. 15 (11): 769—78. PMID 16220109. S2CID 10171438. doi:10.1097/01.fpc.0000175596.52443.ef. Непознати параметар |display-author= игнорисан (помоћ)
- Jakobsson J, Ekström L, Inotsume N (2006). „Large differences in testosterone excretion in Korean and Swedish men are strongly associated with a UDP-glucuronosyl transferase 2B17 polymorphism.”. Journal of Clinical Endocrinology & Metabolism. 91 (2): 687—93. PMID 16332934. doi:10.1210/jc.2005-1643 . Непознати параметар |display-author= игнорисан (помоћ)
- Park J, Chen L, Ratnashinge L (2006). „Deletion polymorphism of UDP-glucuronosyltransferase 2B17 and risk of prostate cancer in African American and Caucasian men.”. Cancer Epidemiol. Biomarkers Prev. 15 (8): 1473—8. PMID 16896035. doi:10.1158/1055-9965.EPI-06-0141 . Непознати параметар |display-author= игнорисан (помоћ)
- Gallagher CJ, Muscat JE, Hicks AN (2007). „The UDP-glucuronosyltransferase 2B17 gene deletion polymorphism: sex-specific association with urinary 4-(methylnitrosamino)-1-(3-pyridyl)-1-butanol glucuronidation phenotype and risk for lung cancer.”. Cancer Epidemiol. Biomarkers Prev. 16 (4): 823—8. PMID 17416778. doi:10.1158/1055-9965.EPI-06-0823 . Непознати параметар |display-author= игнорисан (помоћ)
- Park JY, Tanner JP, Sellers TA (2007). „Association between polymorphisms in HSD3B1 and UGT2B17 and prostate cancer risk.”. Urology. 70 (2): 374—9. PMID 17826523. doi:10.1016/j.urology.2007.03.001. Непознати параметар |display-author= игнорисан (помоћ)
- Chouinard S, Barbier O, Bélanger A (2008). „UDP-glucuronosyltransferase 2B15 (UGT2B15) and UGT2B17 enzymes are major determinants of the androgen response in prostate cancer LNCaP cells.”. J. Biol. Chem. 282 (46): 33466—74. PMID 17848572. doi:10.1074/jbc.M703370200 .